# Flodsystem
Et flodsystem et sammenhængende system af bække, floder, søer kanaler og evt.  isbræer, regnet fra deres udspring i skov og bjerg, ned til et fælles udløb i havet, en sø eller en større flod. Den norske betegnelse er vassdrag; Det specifikke ord bruges ikke meget på danske forhold, men nogle gange om de større vandløb, f.eks Gudenåsystemet. Nogle steder har samme flod flere forskellige navne, på forskellige strækninger af dens løb.
Bjergkæder og andre højdedrag udgør ofte et vandskel.
Amazonas er verdens største flodsystem med et afvandingsområde på 6.144.727 km², det er en tredjedel af Sydamerikas areal. Europas største flodsystem er Volga (1.410.994 km²).